# Walter Lynwood Fleming
Walter Lynwood Fleming (8 avril 1874 - 3 août 1932) est un historien et essayiste de l'extrême droite américaine, dans la mouvance de la Dunning School connue pour ses orientations racistes, sexistes et révisionnistes sur la période de la Reconstruction, visant à faire passer les sudistes et les esclavagistes pour des victimes,,.

## Lien avec le Ku Klux Klan
Walter Lynwood Fleming avec une auteure apologiste notoire du Ku Klux Klan Susan Lawrence Davis, a tenté, pour rendre acceptable le Klan, d'établir des liens entre le Klan et la franc-maçonnerie. En effet, d'après eux, Albert Pike, haut gradé de la franc-maçonnerie américaine, aurait occupé un rang élevé au sein du KKK (ce qui n'a jamais été démontré et même réfuté, assertion qui provoque toujours des polémiques), cela pour montrer que le Klan était fidèle à l'esprit des Pères fondateurs de la Constitution des États-Unis qui étaient majoritairement francs-maçons. Son livre rédigé avec John C. Lester et  Daniel Love Wilson  Ku Klux Klan: Its Origin, Growth and Disbandment est une œuvre  de propagande visant à réhabiliter le Klan et les lois Jim Crow en donnant des excuses au pratiques terroristes du Klan et au lois ségrégationnistes  des états du Sud comme des réponses aux diktats du gouvernement fédéral, une légitime défense des intérêts des Blancs.  

## Publications
- "The Buford Expedition to Kansas," American Historical Review, VI (1901), 38-48.
- "Documentary History of Reconstruction" Volume I (1906) and Volume II (1907).
  - Documentary History of Reconstruction: Political, Military, Social, Religious, Educational & Industrial: 1865 to 1906 (reprinted 1966 with introduction by David Donald) 2 vols., xviii, 493 and xiv, 480 pp.
- Fleming, Walter L. Civil War and Reconstruction in Alabama 1905. the most detailed study; Dunning School full text online, 805 pp
- "Immigration to the Southern States," in the Political Science Quarterly, XX (1905), 276-97. in JSTOR
- "Blockade Running and Trade Through the Lines into Alabama, 1861-1865," South Atlantic Quarterly, IV (1905), 256-72.
- "Reorganization of the Industrial System in Alabama after the Civil War," American Journal of Sociology, X (1905), 473-99. in JSTOR
- "The Freedmen's Savings Bank," Yale Review, XV (1906), 40-67, 134-46.
- "'Pap' Singleton, The Moses of the Colored Exodus," American Journal of Sociology, XV (1910), 61-82 in JSTOR
- General W.T. Sherman as college president; a collection of letters, documents, and other material, chiefly from private sources, relating to the life and activities of General William Tecumseh Sherman, to the early years of Louisiana State University (1912)
- A Ku Klux Document in the Mississippi Valley Historical Review, (1915), 1:575-78. in JSTOR
- Ku Klux Klan: Its Origin, Growth and Disbandment, avec John C. Lester et Daniel Love Wilson, Neale Publishing, 1905
- The Sequel of Appomattox: A Chronicle of the Reunion of the States (Yale University Press: Chronicles of America series; vol. 32)  (1919)  online version
- The Freedmen's Savings Bank: A Chapter in the Economic History of the Negro Race, x, 170 pp. (University of North Carolina Press: 1927; reprinted by Negro Universities Press, 1970)
- Louisiana State University, 1860-1896 (1936), 499pp
- The Religious and Hospitable Rite of Feet Washing (Sewanee, TN, University Press, 1908). 15 pp. Reprinted from The Sewanee Review, XVI (January, 1908), 1-13.